# Leonard (Minnesota)
Leonard – miasto w Stanach Zjednoczonych, w stanie Minnesota, w hrabstwie Clearwater.